# حكة تراب جوز الهند
حكة تراب جوز الهند أو حكة لب جوز الهند (بالإنجليزية: Copra itch)‏ هي حالة جلدية تحدث لدى الأشخاص الذين يتعاملون مع لب جوز الهند حيث يكونون عرضات للسعات أحد أنواع حشرة السوس يدعى (Tyrophagus longior).